# Höhlenkataster Fränkische Alb
Das Höhlenkataster Fränkische Alb (HFA) ist ein privates, vereinsunabhängiges Höhlenkataster.
Im HFA (Stand 31. Dezember 2013) sind 3675 Höhlen der Fränkischen Alb registriert und dokumentiert. Betreiber ist der Landesverband für Höhlen- und Karstforschung Bayern.

## Inhalt
Die Aufgabe des HFA ist die systematische Sammlung von Informationen über Höhlen und verwandte Karsterscheinungen im Bereich der Fränkischen Alb. Die Daten umfassen Namen der Höhle, Bezeichnung, genaue Lage, Größe, Pläne und Fotos der Objekte.
Diese Daten bilden die Grundlage für wissenschaftliche und heimatkundliche Arbeiten.
Neben der Dokumentation von Höhlen erfolgt auch die Archivierung von archäologischen, paläontologischen, geologischen und biologischen Beobachtungen.
In das Kataster werden Objekte aufgenommen, die in den Gesteinsschichten von Dogger (Eisensandstein), Malm oder Kreide liegen und folgende Kriterien erfüllen:
- Höhlen mit einer Gesamtganglänge ab fünf Meter
- Höhlenruinen, Felstore und Abris größeren Ausmaßes
- Natürliche Hohlräume mit einer Gesamtganglänge unter fünf Metern
- Künstliche Hohlräume (z. B. Silbersandhöhlen, Felsenkeller, Höhlenwohnung, Stollen) unter bestimmten Voraussetzungen

## Aufbau
Das Arbeitsgebiet umfasst die Fränkische Alb mit einer Fläche von etwa 9086 Quadratkilometern. Zur besseren Übersicht wurde die Gesamtfläche nach morphologisch-hydrologischen Gesichtspunkten in zwölf Karstgebiete eingeteilt, die mit den Buchstaben A–M bezeichnet werden.
- A = Königstein (Oberpfalz)
- B = Pottenstein
- C = Hollfeld
- D = Betzenstein
- E = Alfeld
- F = Velburg
- G = Burglengenfeld
- H = Hemau
- I = Altmannstein
- K = Titting
- L = Monheim
- M = Nördlingen

Beispiel: C 15, Binghöhle im Gebiet Hollfeld
Siehe auch: Liste von Höhlen in der Fränkischen Alb

## Zugang
Das HFA ist nicht öffentlich zugängig. Detailauskünfte aus dem Höhlenkataster Fränkische Alb werden nur an Personen, Vereine oder Institutionen erteilt, die ein berechtigtes Interesse nachweisen können. Höhlenpläne und Informationen unterliegen dem Urheberschutzgesetz. Manche sind auf Schautafeln, in Höhlenführern oder im Internet veröffentlicht. Viele haben keine freie Lizenz. Informationen zu Höhlen werden Nichtmitgliedern nur in Ausnahmefällen erteilt.